# Cryptocentrus cinctus

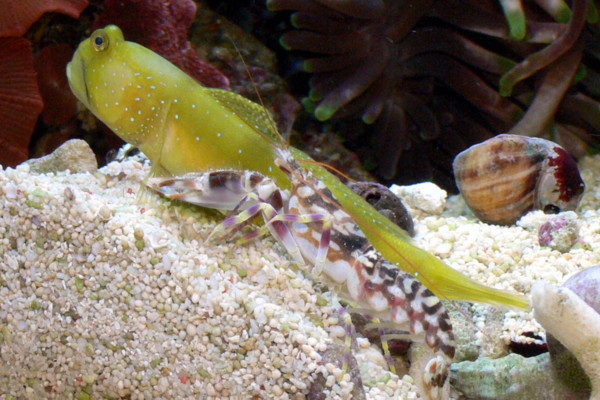
Simbiosis de un ejemplar de C. cinctus con el camarón pistola Alpheus bellulus.

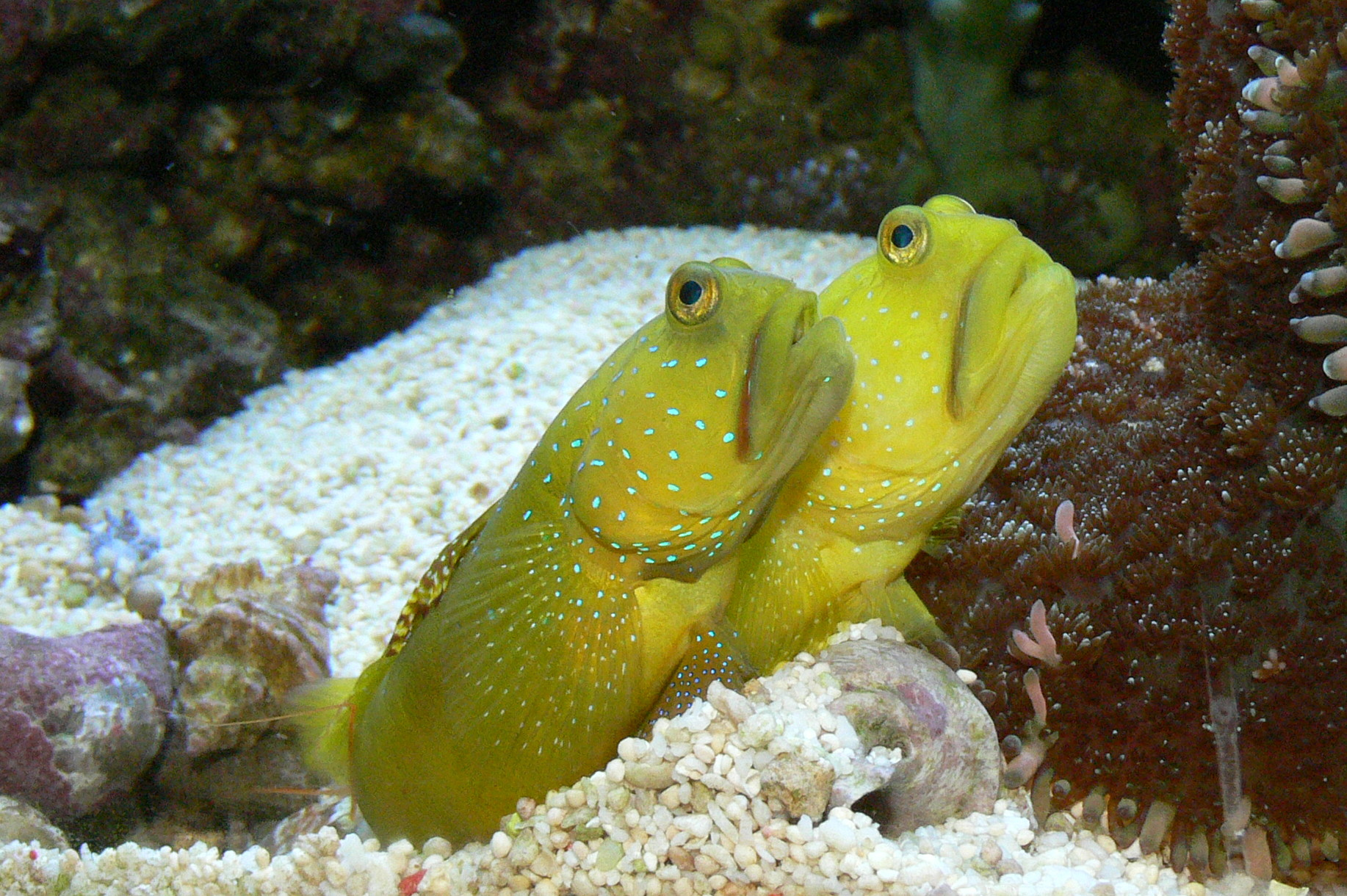
Dos ejemplares de C cinctus.

Cryptocentrus cinctus es una especie de peces de la familia de los Gobiidae en el orden de los Perciformes.

## Morfología
Los machos pueden llegar a alcanzar los 10 cm de longitud total.

## Distribución geográfica
Se encuentra desde el Japón hasta Singapur, el sur de la Gran Barrera de Coral y República de Palau.

## Observaciones
Es inofensivo para los humanos.